# Guglielmo Semprini
Guglielmo Semprini (Croce di Monte Colombo, 1841 – Monte Colombo, 1917) è stato un imprenditore e architetto italiano attivo a Costantinopoli (l'odierna Istanbul) fra la seconda metà dell'Ottocento e l'inizio del novecento..

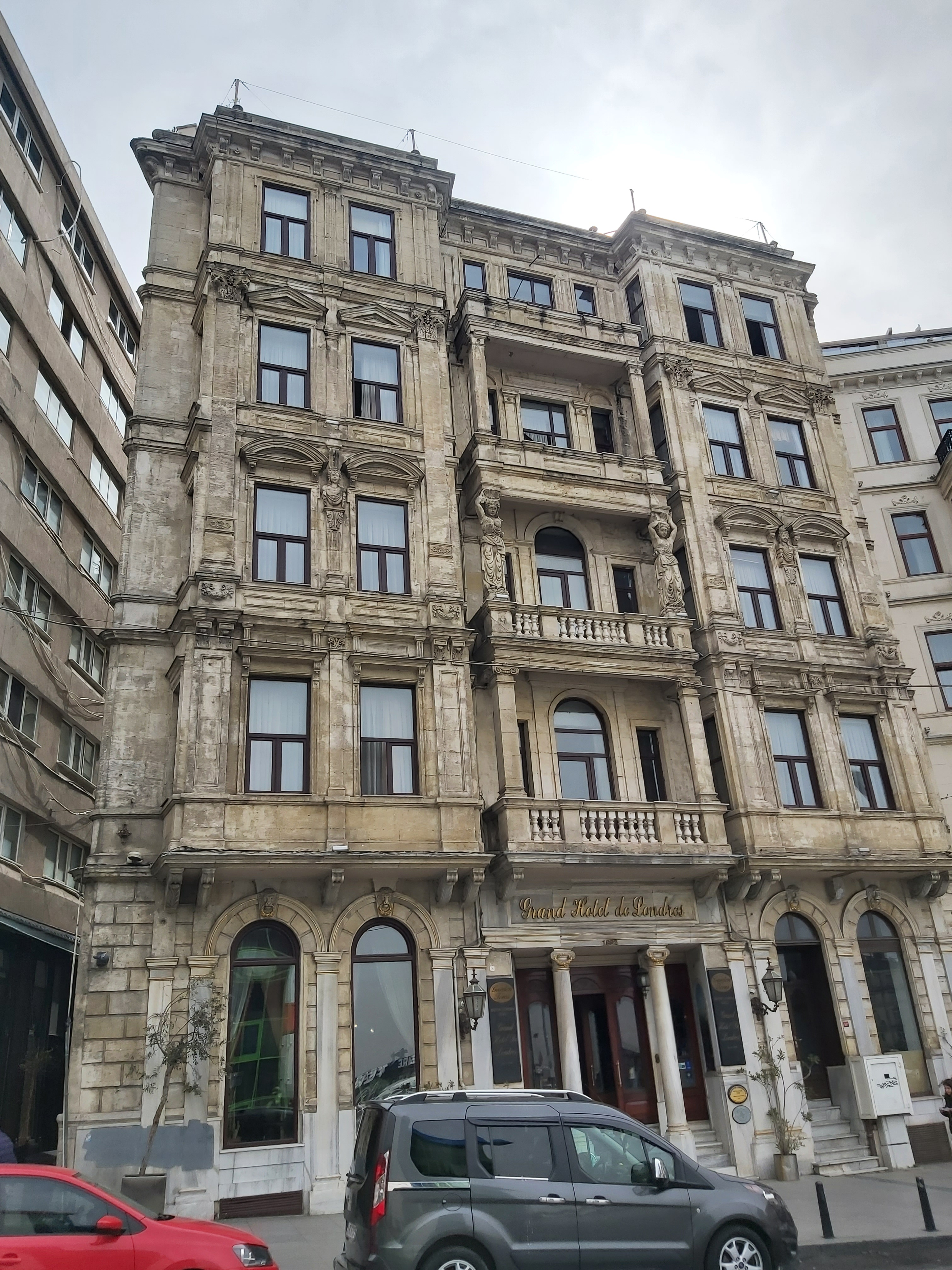
Il Grand Hotel de Londres a Beşiktaş

Giunto a Istanbul, capitale dell'Impero Ottomano, dopo l'incendio di Beyoğlu nel 1870, durante il regno del sultano Abdülaziz, costruì molti edifici a Beyoğlu. I principali edifici da lui realizzati sono l'Ospedale tedesco di Taksim, il Grand Hotel de Londres a Tepebaşı, la Chiesa cattolica di Sant'Antonio su İstiklal Caddesi, i negozi a schiera siti sulla facciata del Cimitero cattolico latino di Feriköy, l'Ospedale di Sen Jorj e la Sinagoga tedesca (aschenazita) di Karaköy.

## Biografia
Nato nel 1841 a Croce, frazione del comune di Monte Colombo, in Romagna, si stabilì a Costantinopoli (oggi Istanbul), capitale dell'Impero Ottomano, intorno al 1875 e fondò un'impresa di costruzioni. Secondo i documenti dell'ambasciata italiana, la sua professione era quella di appaltatore. Il 5 giugno 1870, a causa delle devastazioni causate dal Grande Incendio di Beyoğlu, accettò molti lavori di appalto e costruì o riparò edifici. La sua azienda divenne una delle imprese di contracting più attive a Istanbul all'epoca. Alcune delle sue domande di costruzione riportano il suo nome come architetto, ma non ci sono informazioni sul fatto che Semprini abbia studiato architettura; realizzò la maggior parte dei suoi lavori come impresario edile.
Semprini, che dimostrava un forte impegno sociale, si guadagnò la fiducia del personale dell'ambasciata e dei burocrati ottomani a Istanbul e divenne una delle figure più importanti della colonia italiana a Istanbul.  Tornò in Italia nel 1912 a causa della guerra di Libia e morì a Monte Colombo nel 1917.

## Opere

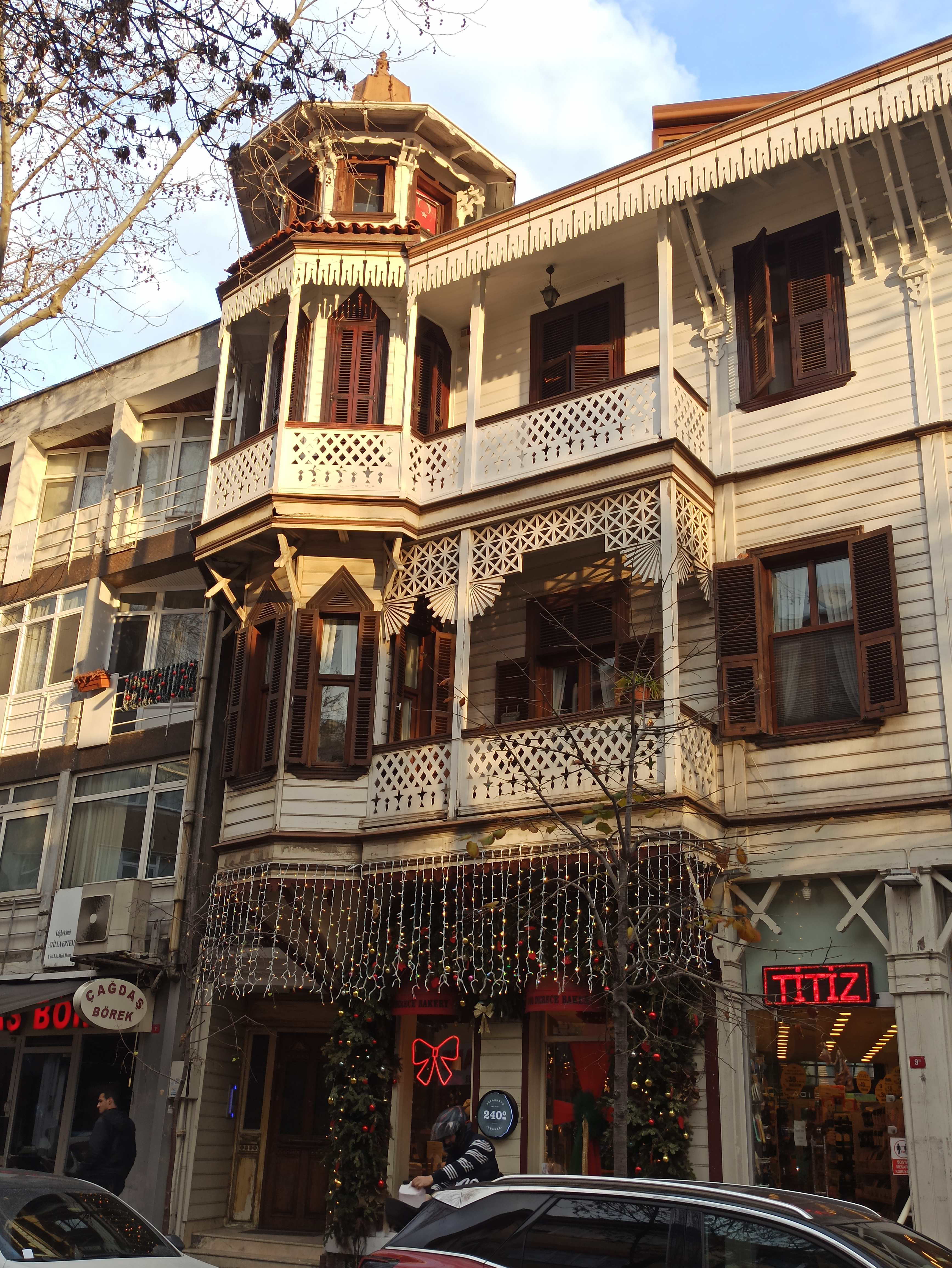
Particolare delle Case Semprini su Istasyon Caddesi a Yesilköy

Alcuni degli edifici di Istanbul che Semprini ha costruito o di cui ha avuto l'incarico per l'esecuzione del progetto sono:
- Edificio per appartamenti a Meşrutiyet Caddesi n. 109 (oggi sede dell'Istituto di Ricerca di Istanbul);
- Grand Hotel de Londres a Tepebaşı, di cinque piani, è stato costruito sul sito di un palazzo in legno in Meşrutiyet Caddesi n.117. La facciata dell'edificio porta il nome di G. Semprini come architetto;
- Edificio per appartamenti in Galip Dede Caddesi n. 85 a Tünel. Il progetto dell'edificio è di A. Gasdorlz, mentre l'esecuzione e la supervisione sono di G. Semprini;
- Costruzione dell'impianto del gas (Gashane) di Kadıköy;
- Case a schiera in Istasyion Caddesi, Yeşilköy, costruite nel 1900;[4]
- Edificio della scuola superiore tedesca a Tünel. La progettazione architettonica è di M.F. Cumin, l'esecuzione e la supervisione di Semprini;
- Chiesa e locanda di Santa Maria Draperis in Istiklal Caddesi, distrutta dall'incendio del 1870;
- Chiesa e appartamenti di Sant'Antonio su Istiklal Caddesi. L'architetto dell'opera era Giulio Mongeri, anch'esso di origine italiana. Negli anni successivi, l'architetto Edoardo De Nari effettuò interventi come sopraelevazioni e organizzazione degli interni.[5]
- Ristrutturazione e restauro dell'Ospedale tedesco in Sıraselviler sokak;
- Ambasciata tedesca e palazzi estivi a Tarabya;
- Edificio del Club Teutonia (Club tedesco) a Tünel. Costruito nel 1897, l'edificio in muratura fu progettato da Von Mackensen ed eseguito da G. Semprini;
- Sinagoga ashkenazita. Il progetto è stato redatto dall'architetto italiano Gabriele Tedeschi e la sua realizzazione è stata eseguita dal Semprini;
- Restauro dell'edificio dell'ambasciata russa in Istiklal Caddesi;
- Restauro della Torre di Leandro;
- Scuola italiana dei Salesiani nel quartiere Bomonti del distretto di Şişli. Il progetto è stato attribuito a Semprini.